# Panache (architecture)
Pour les articles homonymes, voir Panache.
Le panache désigne, en architecture, l'appareillage de la surface triangulaire du pendentif d'une voûte dans laquelle les joints alignés des rangs des voussoirs convergent vers le bas.
Il désigne également le motif ornemental (souvent un fleuron) qui forme l'amortissement des pinacles ou du pédicule terminé par un panache ou d'un fleuron surmontant l'arc en accolade.

## Galerie

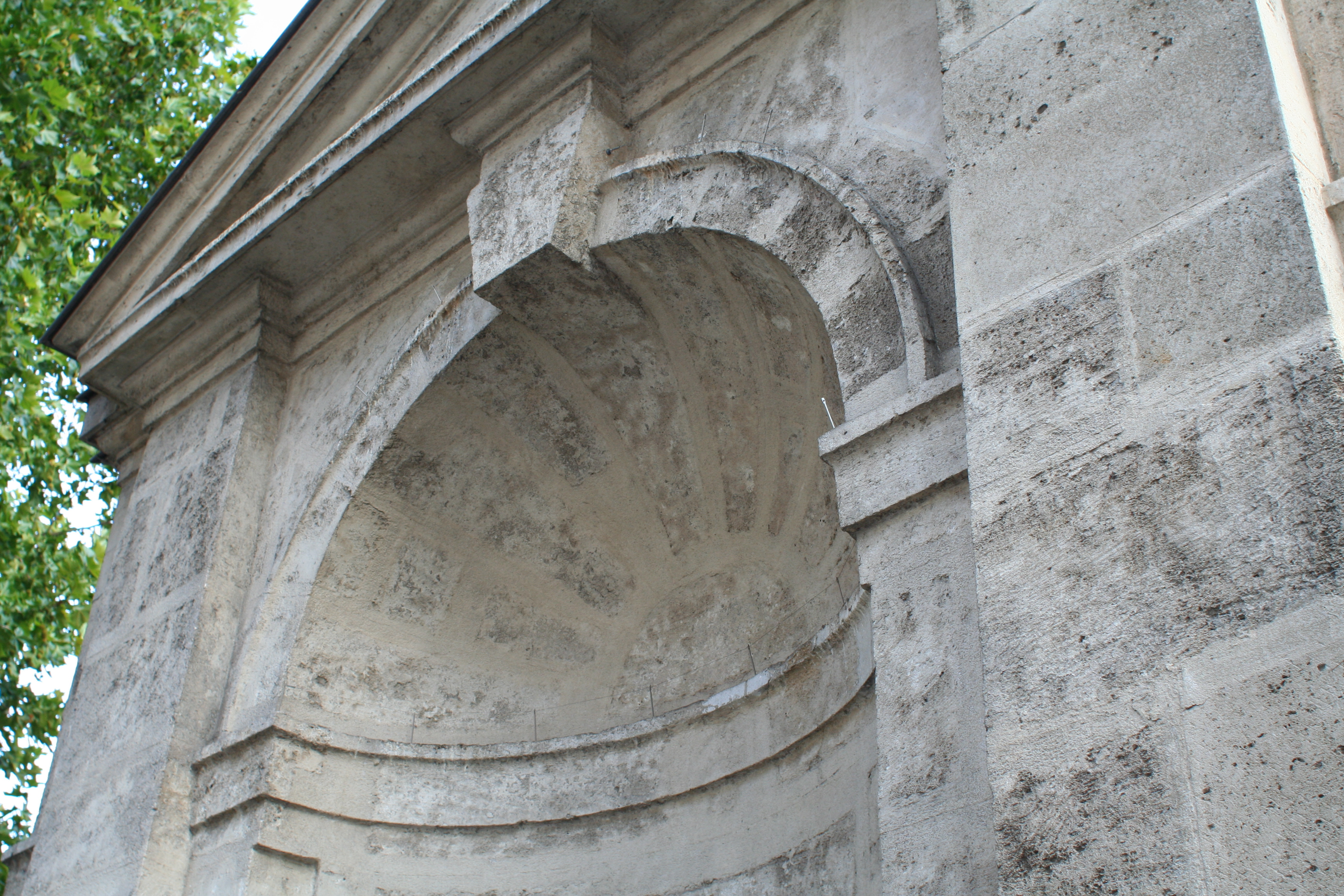
Voûte en coquille appareillée en panache d'une niche, fontaine de Montreuil, rue du Faubourg-Saint-Antoine (Paris).
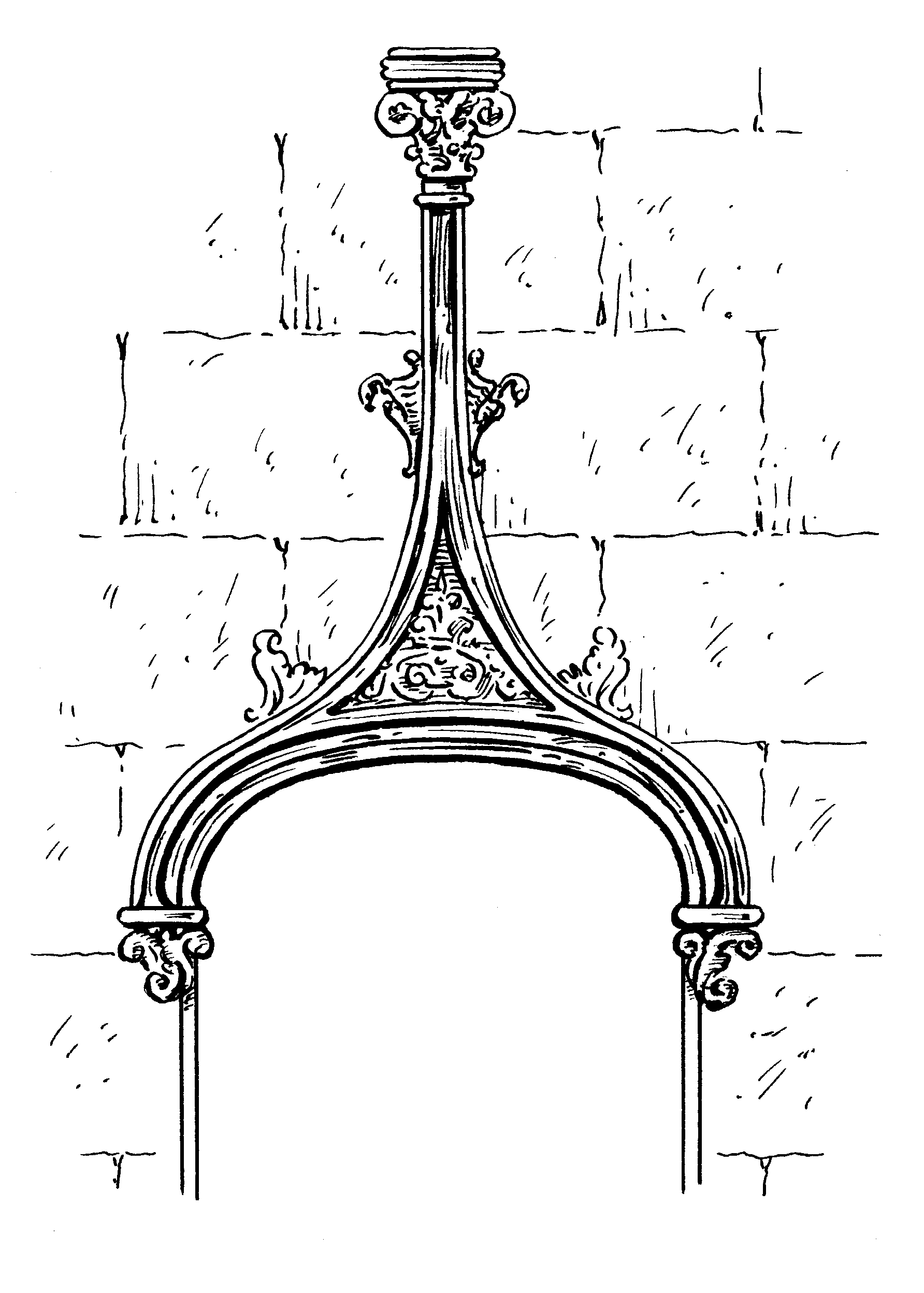
Arc en accolade amorti par un panache pédiculé.